# Мороу (окръг, Охайо)
Окръг Мороу (на английски: Morrow County) е окръг в щата Охайо, Съединени американски щати. Площта му е 1054 km², а населението - 31 628 души (2000). Административен център е село Маунт Гилиъд.